# St-Siffrein (Carpentras)

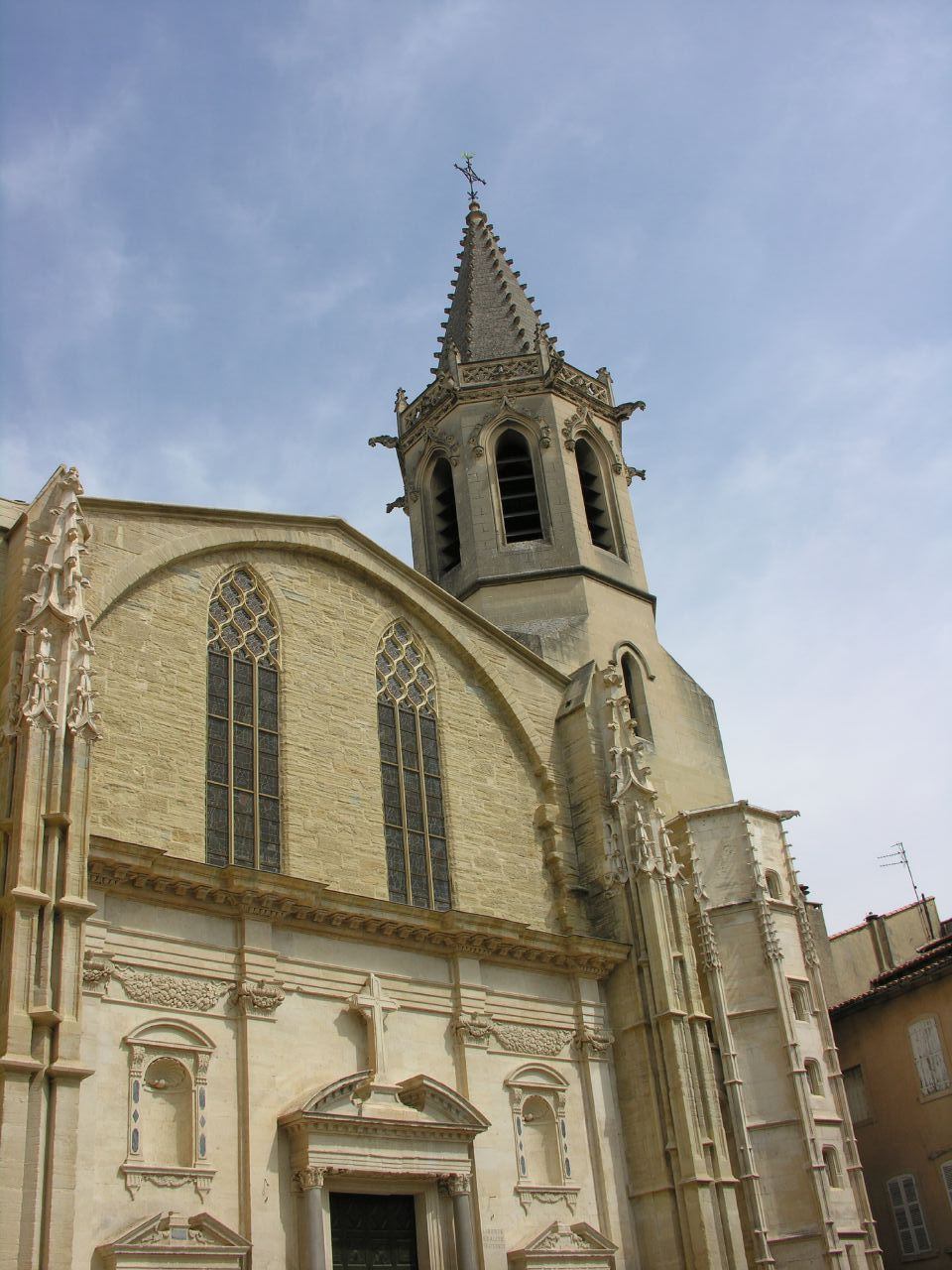
St-Siffrein in Carpentras

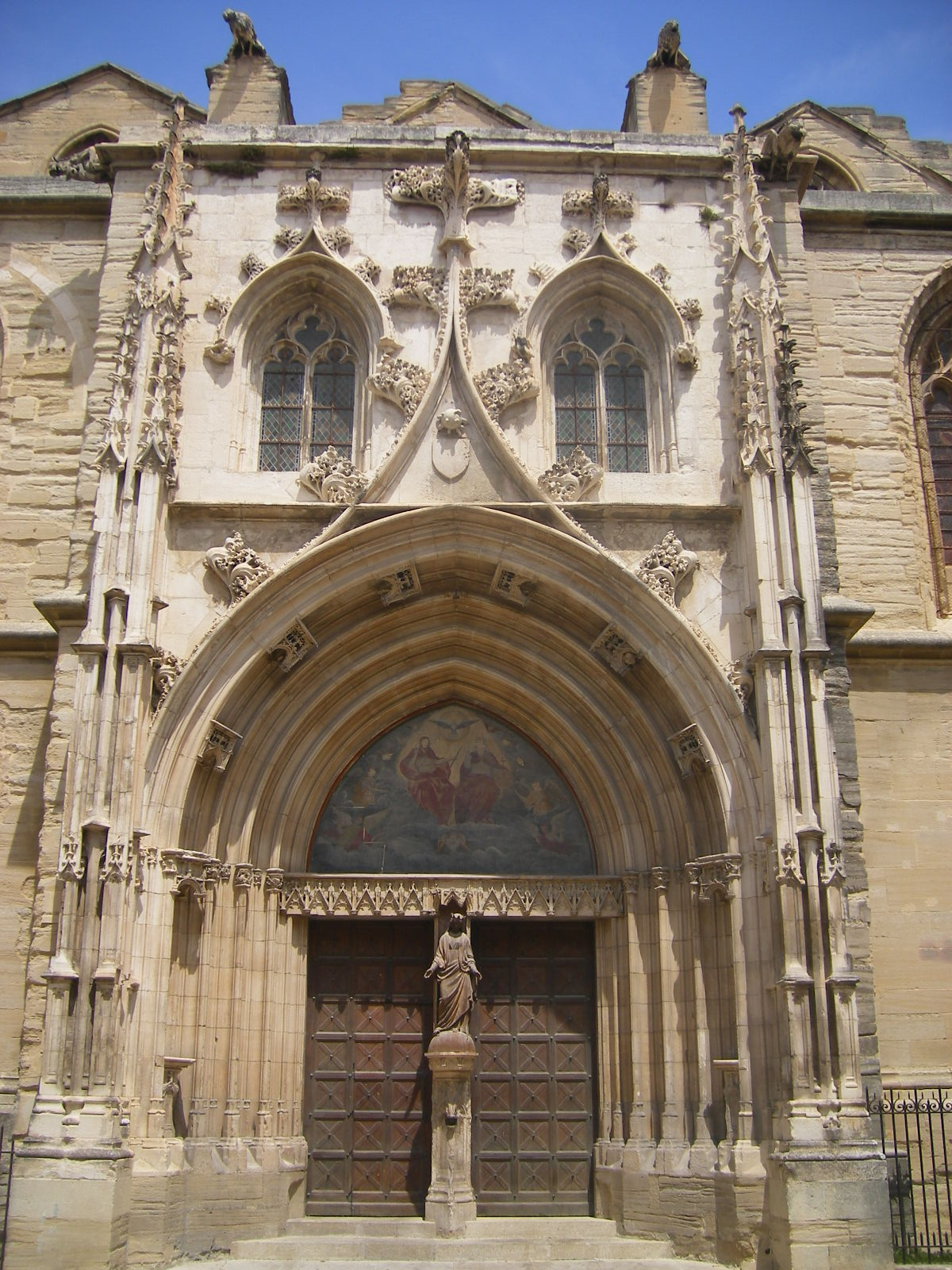
Südportal (Porte Juive)

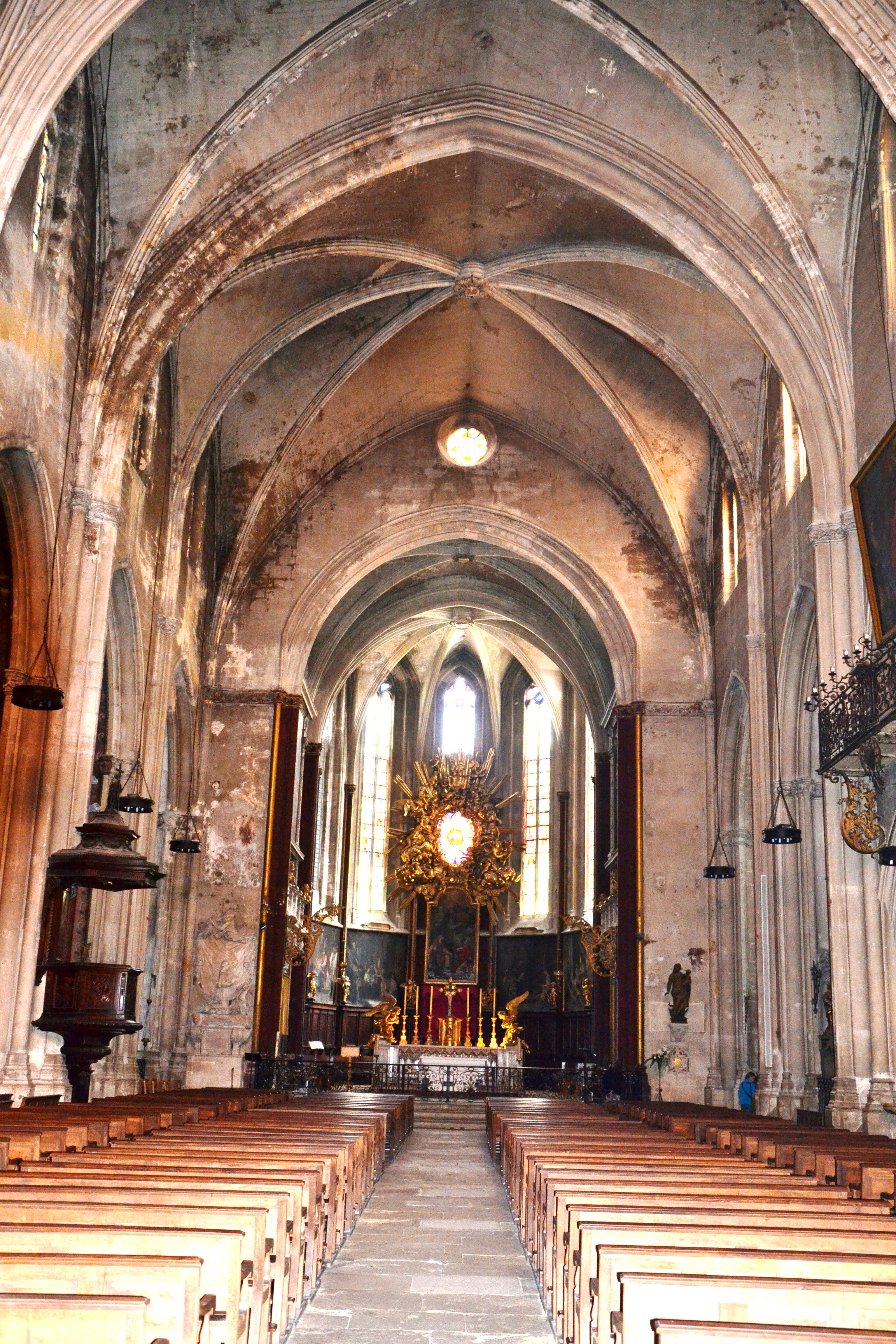
Kirchenschiff

St-Siffrein ist eine römisch-katholische Kirche in der provençalischen Stadt Carpentras im Département Vaucluse. Der dem hl. Sifredus von Carpentras geweihte Bau war bis zum Jahr 1790 die Kathedrale des Bistums Carpentras und ist seit dem Jahr 1840 als Monument historique anerkannt.

## Architektur
Nachdem das Kirchenschiff des romanischen Vorgängerbaus eingestürzt war, wurde ab dem Jahr 1404 eine neue Kathedrale im gotischen Stil gebaut. Die unvollendete Westfassade enthält zwei große Glasfenster aus dem 15. Jahrhundert; augenfällig sind die zwischen 1615 und 1618 ausgeführte Verkleidung des oberen Teils und der neugotische Glockenturm. Das Kirchenschiff, das von Strebepfeilern gestützt wird, zwischen denen Seitenkapellen eingebaut sind, wird durch einen schmaleren und niedrigeren Chor und eine siebenseitige Apsis verlängert, ein bemerkenswertes Beispiel für die südfranzösische Gotik. Beachtenswert ist das spätgotische Südportal.

## Ausstattung
Das Kirchengebäude ist vor allem wegen seiner Ausstattung beachtenswert. Unter den Glasmalereien des 15. Jahrhunderts befindet sich ein Gnadenstuhl-Motiv: Gott der Vater, sitzend, hält ein Kruzifix vor seinen Knien; zwischen Christus und ihm symbolisiert die Taube den Heiligen Geist. Links unter der Chorempore befindet sich das spätmittelalterliche Triptychon Die Heilige Dreifaltigkeit krönt die Jungfrau Maria zwischen dem hl. Sifredus und dem Erzengel Michael, das möglicherweise aus dem Atelier von Enguerrand Quarton stammt.
In einem Raum neben dem Chor ist der Kirchenschatz mit Goldschmiedearbeiten, Holzmalereien und liturgischem Gerät ausgestellt. Im Kirchenschiff wurde 1724 der Balcon du Saint-Clou errichtet. Am Karfreitag und am Gedenktag des hl. Sifredus (27. November) wird dort die ehrwürdige Reliquie der Heiligen Trense ausgestellt. Der Legende nach mit einem der Passionsnägel für Kaiser Konstantin geschmiedet, wurde sie in Konstantinopel bis zum Jahr 1204 verehrt und wahrscheinlich von einem Kreuzritter mitgebracht.
In den Kapellen sind Gemälde von Nicolas Mignard, Charles-Joseph Natoire, Pierre Parrocel und Joseph Siffred Duplessis zu sehen.

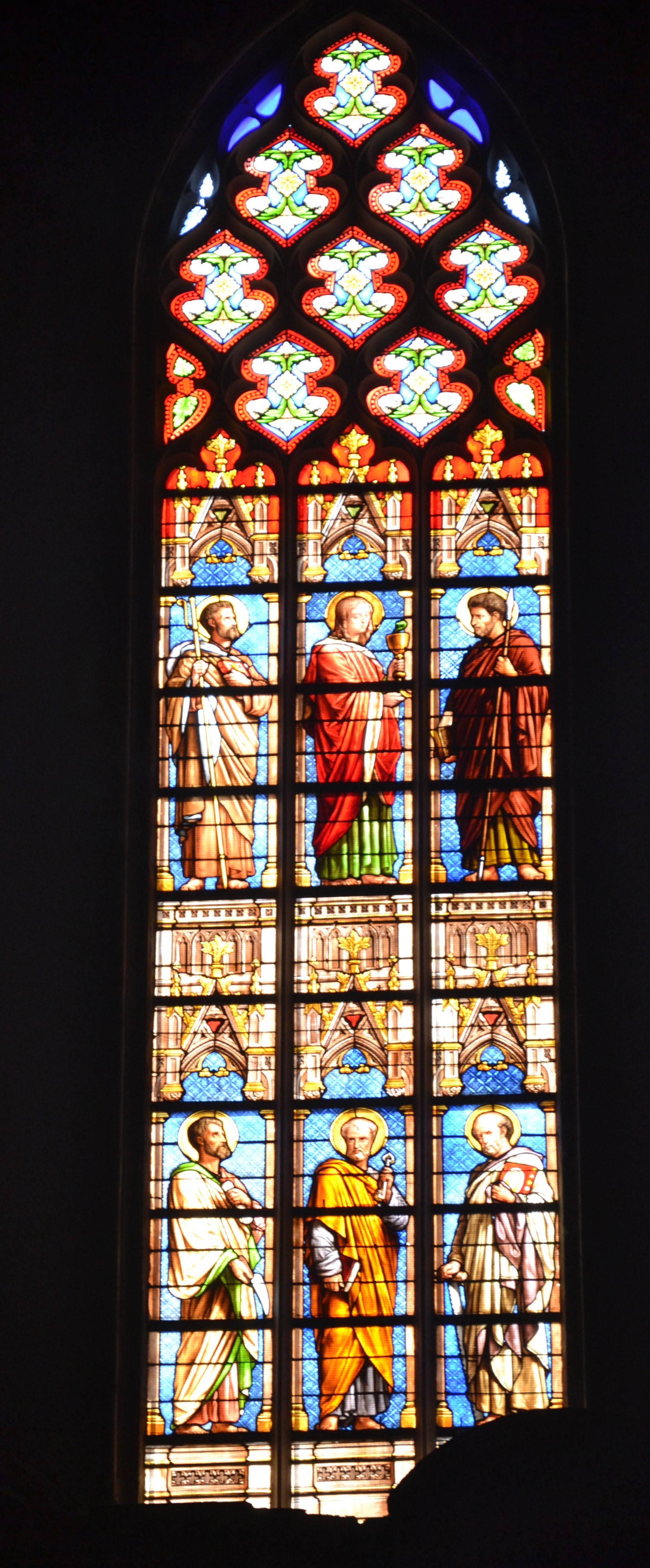
Fenster
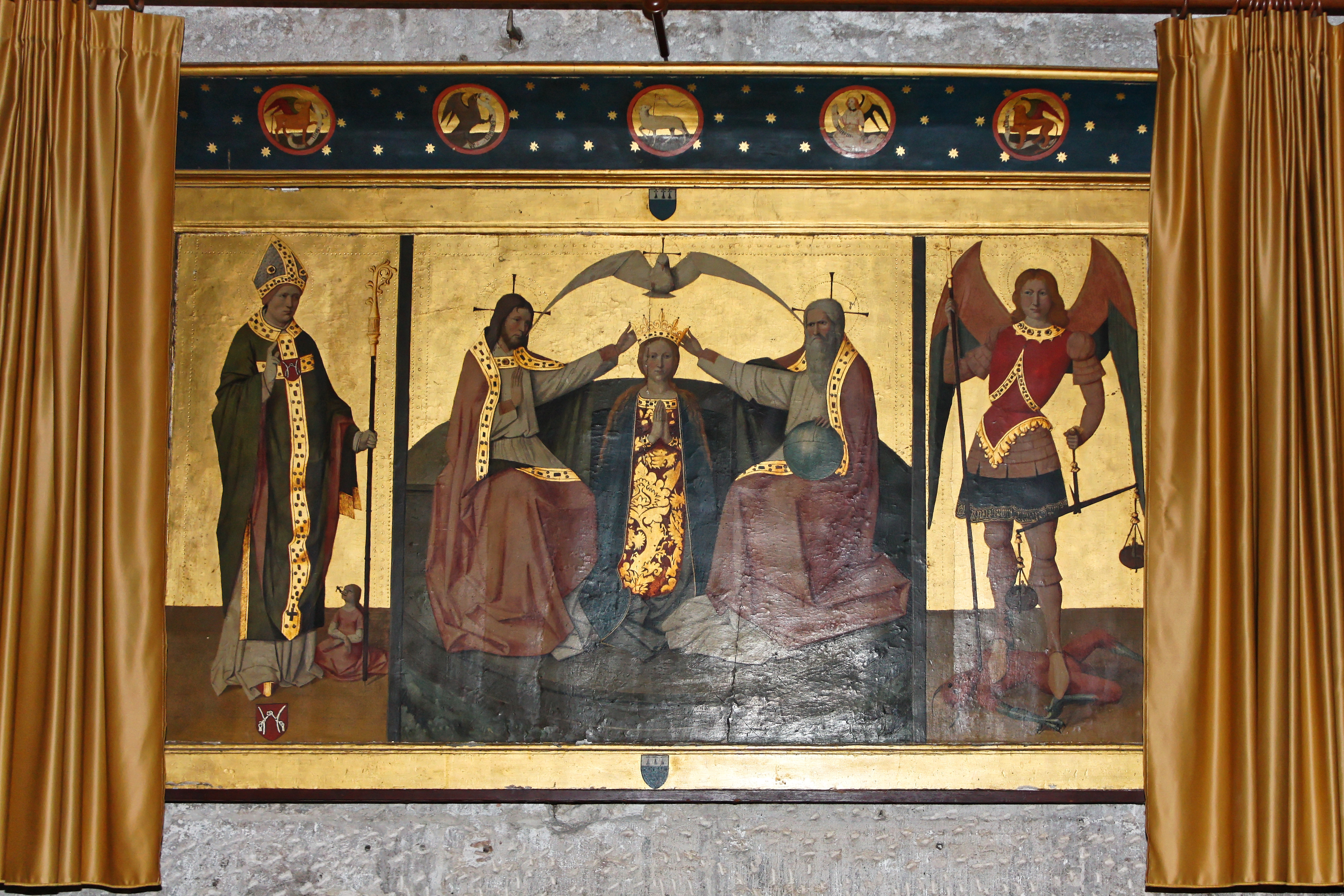
Triptychon der Marienkrönung
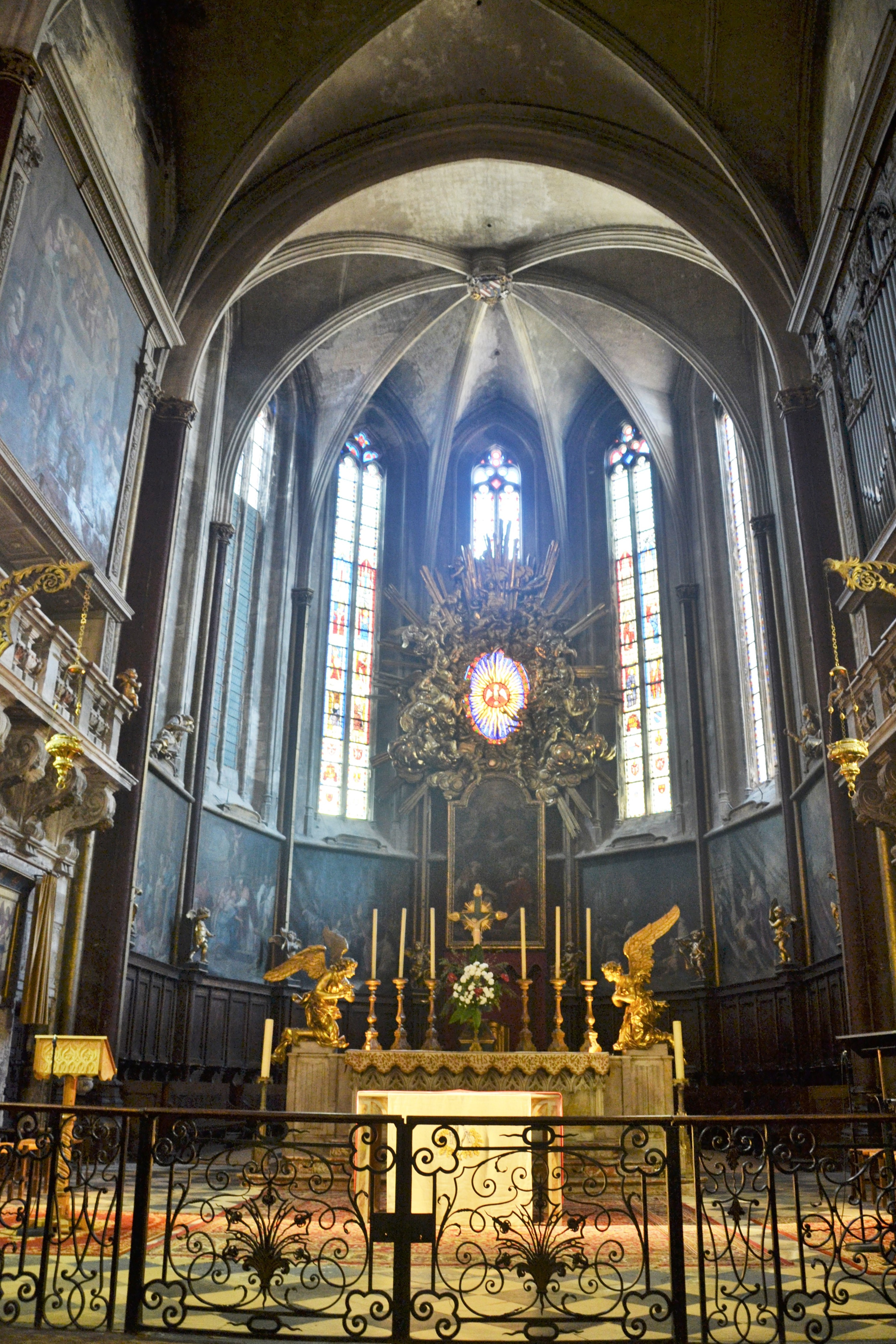
Hauptaltar
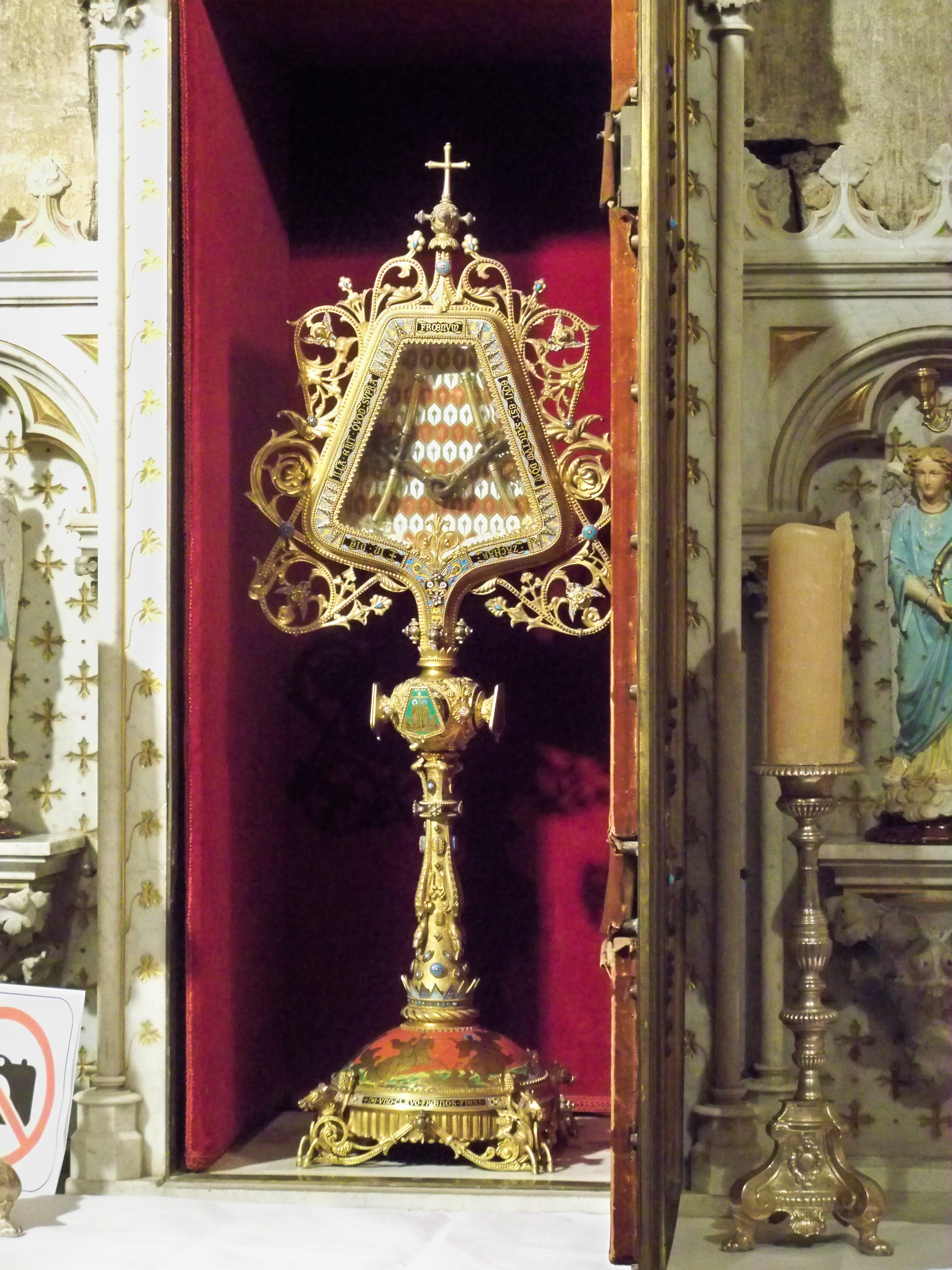
Reliquie der Heiligen Trense